# Scolopendra cretica
Scolopendra cretica (лат.) — вид губоногих многоножек (Chilopoda) из рода сколопендры (Scolopendra). Эндемик, естественны ареалом которого является остров Крит, однако позднее вид был перевезен человеком на территорию Турции и Ливана.
Европейский вид небольших размеров, взрослые особи которого достигают до 7 см в длине. Усики состоят из 18-21 сегмента, из которых передние 12-15 светятся, что является отличительной чертой вида, так как характерный для вида желтый цвет также имеет вид Scolopendra cingulata.